# Buzurg Ibn Shahriyar
Buzurg ibn Shahriyar o Buzurg ibn Shahriyar Ram'Hurmuzi (Buzurg ibn Shahriyar de Ramhormuz) fue un capitán de navío mercante de Persia, oriundo de la ciudad de Ram-Hurmuz, Ramhormuz o Ramhormoz, en la provincia persa de Juzestán. Es autor del libro Al aya'ib al-Hind, o Maravillas de la India en español, una recopilación de 123 o 137 relatos de marineros y comerciantes por el océano Índico en la primera mitad del siglo X.
Los relatos que han podido ser fechados ocurren entre los años 908 y 953, y los más antiguos se sitúan bajo el reinado del califa abasí Harun al-Rashid. Su libro entrelaza leyendas de criaturas y bestias irreales con descripciones de los largos viajes de los mercaderes árabes y persas desde Mozambique y Madagascar hasta la India, el Asia del Sureste, Malasia y China. Es uno de los pocos documentos que atestiguan el importante comercio medieval en esa parte de la tierra, y la capacidad «del islam para reunir a árabes, indios, persas y chinos en un sistema comercial cuyas costumbres y leyes las comprendían todos de Bagdad a Cantón».